# Capability Maturity Model Integration

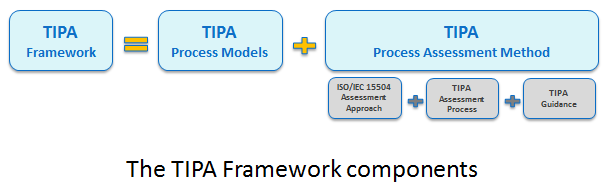
Capability Matury Model Integration

El CMMI o Capability Maturity Model Integration (en español, Integración de modelos de madurez de capacidades) es un modelo para la mejora y evaluación de procesos para el desarrollo, mantenimiento y operación de sistemas de software. Administrado por el Instituto CMMI, una subsidiaria de ISACA, se desarrolló en la Universidad Carnegie Mellon (CMU). Este modelo es requerido por muchos contratos del Departamento de Defensa de los Estados Unidos (DoD) y del Gobierno de los Estados Unidos, especialmente en el desarrollo de software. Se pretende que CMMI pueda ser usado para guiar la mejora de procesos en un proyecto, división o una organización completa.
CMMI está registrado en la Oficina de Patentes y Marcas de Estados Unidos por la CMU, y define los siguientes niveles de madurez para los procesos: Inicial, Repetible, Definido, Gestionado y Optimizado. La versión 3.0 del CMMI se publicó en 2023,la versión 2.0 se publicó en 2018 y la versión 1.3 se publicó en el año 2010.

## Vistas CMMI
Las mejores prácticas CMMI se publican en los documentos llamados modelos. En la versión CMMI 1.2 existen tres áreas de interés cubiertas por los modelos de CMMI: Desarrollo, Adquisición y Servicios.
En la versión CMMI 1.2, hay tres constelaciones disponibles:
- CMMI para el Desarrollo (CMMI-DEV o CMMI for Development), versión 1.2, fue publicado en agosto de 2006. En él se tratan procesos de desarrollo de productos y servicios.

- CMMI para la Adquisición (CMMI-ACQ o CMMI for Acquisition), versión 1.2, fue publicado en noviembre de 2007. En él se tratan la gestión de la cadena de suministro, adquisición y contratación externa en los procesos del gobierno y la industria.

- CMMI para los Servicios (CMMI-SVC o CMMI for Services). Está diseñado para cubrir todas las actividades que requieren gestionar, establecer y entregar servicios.

Dentro de la constelación CMMI-DEV, existen dos modelos:
- CMMI-DEV
- CMMI-DEV + IPPD (Integrated Product and Process Development)

Independientemente de la constelación/modelo al que opta una organización, las prácticas CMMI deben adaptarse a cada organización en función de sus objetivos de negocio.
En la versión CMMI 2.0, sin embargo, estas tres constelaciones se unifican en una sola.
Las organizaciones no pueden ser certificadas CMMI. Por el contrario, una organización es evaluada (por ejemplo, usando un método de evaluación como SCAMPI) y recibe una calificación de nivel 1-5 si sigue los niveles de Madurez (si bien se comienza con el nivel 2). En caso de que quiera la organización, puede coger áreas de proceso y en vez de por niveles de madurez puede obtener los niveles de capacidad en cada una de las Áreas de Proceso, obteniendo el "Perfil de Capacidad" de la Organización. Los niveles son los siguientes:
- Nivel 1: Inicial- Ambiente impredecible donde las organizaciones no tienen actividades de control y no están diseñadas.
- Nivel 2: Gestionado- Las actividades de control existen, pero no se ponen en práctica. Los controles dependen básicamente de las personas. No hay un entrenamiento formal ni comunicación de las actividades de control.
- Nivel 3: Definido- Las actividades de control existen y están diseñadas, han sido documentadas y comunicadas a los empleados, las desviaciones de las actividades de control probablemente no se detecten.
- Nivel 4: Gestionado cuantitativamente- Se utilizan herramientas en una forma limitada para soportar las actividades de control
- Nivel 5: Optimizado- Es una estructura integrada de control interno con un monitoreo en tiempo real por la gerencia, así como mejoras continuas-autocontrol, se encuentran cambios más rápidos al momento de detectar errores en los manejos de las actividades o en las personas.

## Evaluación
Muchas organizaciones valoran el medir su progreso llevando a cabo una evaluación (appraisal) y ganando una clasificación del nivel de madurez o de un nivel de capacidad de logro.
Este tipo de evaluaciones son realizadas normalmente por una o más de las siguientes razones:
- Para determinar que tan bien los procesos de la organización se comparan con las mejores prácticas CMMI y determinar qué mejoras se pueden hacer.
- Como requisito del cliente en licitaciones públicas o concursos privados.

Las valoraciones de las organizaciones utilizando un modelo CMMI deben ajustarse a los requisitos definidos en el documento "Appraisal Requirements for CMMI" (ARC).
La evaluación se enfoca en identificar oportunidades de mejora, y comparar los procesos de la organización con las mejores prácticas CMMI.
Los equipos de evaluación usan el modelo CMMI y un método conforme a ARC para guiar su evaluación y reporte de conclusiones.
Los resultados de la evaluación son usados para planear mejoras en la organización.
Hay tres clases de evaluación: Clase A,B,C.
El Standard CMMI Appraisal Method for Process Improvement (SCAMPI) es un Método de evaluación que cumple todos los requerimientos ARC.
Una evaluación de clase A es más formal y es la única que puede resultar en una clasificación de nivel.
El Standard CMMI Appraisal Method for Process Improvement (SCAMPI) es el método oficial del SEI para proveer puntos de referencia de sistemas de calificación en relación con los modelos CMMI.
SCAMPI se usa para identificar fortalezas y debilidades de los procesos, revelar riesgos de desarrollo/adquisición, y determinar niveles de capacidad y madurez.
Se utilizan ya sea como parte de un proceso o programa de mejoramiento, o para la calificación de posibles proveedores.
El método define el proceso de evaluación constando de preparación; las actividades sobre el terreno; observaciones preliminares, conclusiones y valoraciones; presentación de informes y actividades de seguimiento.